# 上古情歌
《上古情歌》（英語：A Life Time Love），2017年中国古装剧，本剧改编自作家桐华的《曾许诺》小说，2016年3月至8月拍攝，由黄晓明、宋茜、盛一伦、张俪领衔主演；翟天临特別出演；罗云熙、吴倩特別推荐；沈泰主演。片尾曲《桃花诺》由邓紫棋演唱。该剧讲述了上古时期宣阳族率真善良的木青寞与天资卓绝的赤云荡气回肠的凄美爱情故事。
该剧起初是安徽卫视2017年节目招商巡礼的电视剧之一，但因故最终由东方卫视截胡买断一轮首播权，于2017年6月12日登陆东方卫视《心跳80分》周播剧场，每周一、二晚22：00三集连播。

## 播出时间
| 频道     | 国家     | 播映日期      | 时间                       | 备注                 |
| 东方卫视 | 中国大陆 | 2017年6月12日 | 每周一、二 22：00 连播三集 | 《心跳80分》周播剧场 |
| CTV8     | 柬埔寨   |               |                            |                      |

## 劇情簡介
出身名門的木青寞（宋茜飾）性格率真善良。天資卓絕的赤雲（黃曉明飾），在山林中長大卻憑藉一身武藝名振天下。一次偶遇，赤雲對木青寞一見傾心。多年後兩人再次相遇，赤雲對木青寞展開熱烈追求，並以一腔熱情獲取木青寞芳心。木青寞的哥哥（翟天臨飾）此時為她許下一門親事，赤雲放下一切只求帶上木青寞隱居山野。然天意弄人，木青寞最終還是為了家人嫁給了指婚對象凌雲晟侖（盛一倫飾）。木青寞向晟侖坦言與赤雲的情感，晟侖答應並不強求木青寞。逐漸晟侖被木青寞吸引，不願放手讓木青寞離開自己。木青寞因為意外受傷而失去記憶，赤雲耗費靈力為木青寞療傷，並悉心喚醒木青寞所有記憶。傷愈之後，木青寞更加珍惜與赤雲的感情，決定放下世俗束縛，在一起。可惜天意弄人，木青寞再次陷入危險之中。赤雲不願再讓木青寞受傷，他選擇犧牲自己的生命來成全木青寞，給木青寞換來一片明媚天空。

## 電視劇與小說的分別
這電視劇改編自桐華的小說《曾許諾》，但是幾乎所有人物和地方都改了名字。結局也有所改寫。

### 人名
| 電視劇名改字  | 小說原名      |
| 木青寞/宣陽諾 | 西陵珩/軒轅妭 |
| 赤雲          | 蚩尤          |
| 晟侖          | 少昊          |
| 昱辰          | 青陽          |
| 諾夙          | 玖瑤/小夭     |
| 落堯          | 顓頊          |
| 木青廖若      | 西陵嫘祖      |

### 地方
| 電視劇名改字 | 小說原名 |
| 玄牧         | 神農     |
| 宣陽         | 軒轅     |
| 凌雲         | 高辛     |
| 不歸谷/若疆  | 九黎     |

## 演员列表

### 主要演员
| 演员   | 角色          | 介绍 |
| 黄晓明 | 赤云          | 若疆战神，从小长在山林，可号令百兽。智勇双全，性格不羁豁达，这世间事只有他不愿意做的，没有他做不到的，他的爱超脱一切只为真心，和宣阳婼谱写一段荡气回肠的浓情痴恋。最後為了救宣陽婼而死。 小說原名：蚩尤 |
| 宋茜   | 木青寞/宣阳婼 | 出身大荒宣阳王族，宣陽王唯一的女兒，天资聪颖，心怀天下，医术高超，温柔中多了一份俏皮又不失端庄，她对爱情没有一丝扭捏，与赤云因缘结识，又不得不相爱相杀。為赤云誕下一女，取名為諾夙。 小說原名：西陵珩/軒轅妭 |
| 盛一伦 | 晟侖          | 被誉为“大荒第一公子”，凌云族的長王子兼风云人物，文武双全，德才兼备，风度翩翩。昱辰的結拜兄弟，看着他弟妹出生及長大，並答應照顧其家人。後使計囚禁父親及所有異母弟弟，才得以繼任凌雲王。与宣阳联姻，但承诺和宣阳婼只做盟友，不做夫妻。兩人最終因自己對知若見死不救而離婚，但仍把諾夙視如己出。 由於不願意從凌雲四大部族選妃來平衡勢力，以致各族不滿，企圖釋放被囚禁的王子們而引發「五王之亂」，逼得他不得不手足相殘，把所有兄弟及其子嗣殺害，獨留自己一脈來平息動亂。 小說後續中，空留后位，再娶一位和宣陽婼長相相似的聾啞平民女子為靜安王妃(妾)，並生了一位比諾夙更像阿寞的女兒，大名為憶，小名叫阿念，意為對宣陽婼母女的回憶和懷念。讓被叔伯堂兄弟逼害而無家可歸的落堯成為其徒弟，教導他如何成為君王及培養自己的勢力，把他也視如己出，彌補當初沒有兌現對昱辰兄妹的承諾。後以凌雲為嫁妝，把阿念嫁給落堯為王后(與童崢的孫女馨悦同為王后，但居於在五神山，不管理后宮之事，遠離紛爭)，助落堯成為天下之主。此外，他為了成全諾夙自由的心願，在其身世揭穿後，把她從凌雲族譜中除名，並讓落堯把她加入木青家的族譜，保留宣陽王姬的權力，但不用背負王族的責任。退位後居住朝陽峰，再度成為一位鐵匠，並懷念過去與昱辰一家度過的時光。 小說原名：少昊 |
| 张俪   | 雲桑          | 玄牧长王姬，温柔贤淑，蕙质兰心，识得大体，对家人无微不至照顾，对感情忠贞不渝，无奈与凌云将军景时的爱情一波三折。最終還是無法在一起。 在浩許死後，為保住玄牧的江山和王位，與宣陽聯姻，嫁給實際上已死去多年的昱辰，作為人質留在朝雲殿。在玄牧亡國、景時戰死後，自盡身亡，與景時雙雙化蝶飛去。宣陽王族以其嫁衣作衣冠冢，安葬朝雲峰。 自幼和宣阳婼交好，二人情同姐妹。因母親、妹妹病故的關係，並不喜歡醫術，故沒有繼承父親在醫學上的衣缺。 |
| 翟天临 | 昱辰          | 宣阳王长子，为人成熟老练，足智多谋，骁勇善战。对手足关爱有加，是名副其实的长兄如父。和晟仑为生死之交，尽管所属立场冲突，但二人仍能于大荒混战中成为知音。被異母弟弟暗算中毒死亡。 知若和宣陽婼為免引起王位紛爭，向眾人隱瞞其死訊，對外宣稱療傷，導致其死後仍被宣陽王族以其名義和雲桑聯姻。 小說原名：青陽 |
| 罗云熙 | 知若          | 宣阳婼的四哥，温文尔雅，一表人才，又不乏男儿热血。尽心尽力守护家人，和宣阳婼兄妹情深。后与涉河族女族长亦篱倾心，二人結为夫妻，感情甚笃。兩人育有一子落堯，成為宣陽王的繼承人。在戰場與童崢同歸於盡而亡，導致宣陽嫡系的重擔落在阿寞和落堯身上。 小說原名：昌意 |
| 吴倩   | 亦篱          | 宣阳涉河族女族长，武艺高强，擅长暗杀。为人落落大方，当属性情中人，爱憎分明。和知若结为夫妻，二人情投意合，生死相许。死後把涉河族托付給兒子落堯管理，成為他日後繼承王位和統一天下的助力。 小說原名：昌僕 |
| 沈泰   | 景时/雨塵     | 凌云族大将军，晟仑的左膀右臂。在建筑上颇有心得，文武兼修，是凌云族不可多得的人才。与云桑巧遇后，二人一见如故，情投意合，无奈有情人难成眷属。後來戴上面具，改名換姓，在雲桑身邊守護她和玄牧。最終戰死沙場，兩人雙雙化蝶飛去。 小說原名：諾奈/雨師 |

### 其他演员
| 演员   | 角色   | 介绍 |
| 刘凡菲 | 紫株   | 宣阳王长子昱辰的侍女，以前因得到昱辰的靈氣從木頭化成人形，替他管理朝雲殿和收集情報的組織。 小說原名：茱萸 |
| 刘帅良 | 坤卜   | 玄牧大將軍，年少曾有恩於宣陽婼。 小說原名：後土 |
| 郝泽嘉 | 泣女   | 小說原名：冰月 |
| 田家達 | 童崢   | 玄牧大將軍，和赤雲不和。想取代浩許成為玄牧王，先後殺死浩許、興汒和嫦曦，最終引爆大陣，與知若率領的宣陽軍隊同歸於盡。 原作後續中，其子在他死歸降宣陽，娶赤水族族長的獨生女為妻，生有一對龍鳳胎。孫子過繼給赤水族為下任族長，孫女馨悅則嫁給落堯為王后(與凌雲王姬阿念同為王后，但長居於中原，掌握管理后宮之權)。 小說原名：祝融 |
| 侯長榮 | 玄牧王 | 年輕時，和廖若(宣陽王后)、玉夫人結拜為兄妹，後為了家庭和江山而離開。視宣陽諾為外甥女，死前把畢生所著的醫書《玄牧百草經》傳給她。該書後來在諾夙和退位後的宣陽王手中發揚光大，造福萬民。 小說原名：炎帝 |
| 張雙利 | 宣陽王 | 宣陽諾的父親，廖若的丈夫，贏得天下，卻輸掉和妻兒相伴的親情，落得孤家寡人的下場。 在原作後續中，退位讓賢，把統一天下的大業交給嫡孫落堯，並和外孫女諾夙把玄教王留下的醫書《玄牧百草經》及筆記整理，發揚光大，造福萬民。 小說原名：黃帝                                                                                         |
| 李進榮 | 凌雲王 | 小說原名：俊帝 |
| 林世杰 | 浩許   | 新任玄牧王，與赤雲為結拜兄弟，情同手足，是一個温厚善良的性情中人，常常被姊姊雲桑擔心。被童崢假冒宣陽王所殺。 小說原名：榆罔(帝榆罔) |
| 李昕哲 | 興汒   | 玄牧大將軍，忠於玄牧王族。因向嫦曦告密而被童崢所殺。 小說原名：共工 |
| 郝澤嘉 | 泣女   | |

## 电视原声带

### 中国大陆
| 曲序 | 曲目                 |                | 作曲   | 演唱       | 时长 |
| ---- | -------------------- | -------------- | ------ | ---------- | ---- |
| 1.   | 桃花诺（片尾曲）     | 张赢           | 罗锟   | 邓紫棋     | 3:41 |
| 2.   | 一望千年（插曲）     | 林乔           | 金大洲 | 金志文     |      |
| 3.   | 小小天涯（情感插曲） | 张赢           | 罗锟   | 郁可唯     | 3:43 |
| 4.   | 雲中書（插曲）       | 甘世佳         | 林采欣 | 林采欣     | 4:14 |
| 5.   | 上古之诺（插曲）     | 刘家泽、李天阳 | 胜屿   | 周传雄     |      |
| 6.   | 归燕（插曲）         | 小哑           | 陈超   | 阿云嘎     |      |
| 7.   | 山歌（插曲）         |                | 陈超   | 小吉、刘芳 |      |

## 收视率
| 中国 东方卫视 首播收视率 |               |             |             |             |           |           |           |                            |
| 集數                     | 播出日期      | CSM52城市网 | CSM52城市网 | CSM52城市网 | CSM全国网 | CSM全国网 | CSM全国网 | 備註                       |
| 集數                     | 播出日期      | 收視率      | 收視份額    | 排名        | 收視率    | 收視份額  | 排名      | 備註                       |
| 1-3                      | 2017年6月12日 | 0.57        | 3.711       | 11          | 0.15      | 1.22      | 22        |                            |
| 4-6                      | 2017年6月13日 | 0.486       | 2.861       | 11          | 0.13      | 0.97      | 23        | 16省網收視0.186，份額1.386 |
| 7-9                      | 2017年6月19日 | 0.577       | 3.678       | 9           | 0.16      | 1.24      | 20        |                            |
| 10-12                    | 2017年6月20日 | 0.674       | 4.171       | 9           | 0.16      | 1.22      | 19        | 16省網收視0.257，份額1.739 |
| 13-15                    | 2017年6月26日 | 0.653       | 4.104       | 7           | 0.19      | 1.42      | 17        | 16省網收視0.271，份額1.939 |
| 16-18                    | 2017年6月27日 | 0.766       | 4.481       | 7           | 0.17      | 1.19      | 17        | 16省網收視0.248，份額1.64  |
| 19-21                    | 2017年7月3日  | 0.7         | 4.122       | 7           | 0.17      | 1.21      | 18        | 16省網收視0.321，份額2.019 |
| 22-24                    | 2017年7月4日  | 0.712       | 4.209       | 7           | 0.18      | 1.27      | 18        | 16省網收視0.211，份額1.375 |
| 25-27                    | 2017年7月10日 | 0.649       | 3.717       | 8           | 0.2       | 1.34      | 19        | 16省網收視0.209，份額1.331 |
| 28-30                    | 2017年7月11日 | 0.73        | 4.191       | 8           | 0.16      | 1.1       | 21        | 16省網收視0.215，份額1.408 |
| 31-33                    | 2017年7月17日 | 0.737       | 4.184       | 7           | 0.2       | 1.31      | 20        | 16省網收視0.217，份額1.336 |
| 34-36                    | 2017年7月18日 | 0.857       | 5.141       | 6           | 0.2       | 1.42      | 20        |                            |
| 37-39                    | 2017年7月24日 | 0.721       | 4.355       | 6           | 0.15      | 1.1       | 23        | 16省網收視0.211，份額1.47  |
| 40-42                    | 2017年7月25日 | 0.747       | 4.796       | 6           | 0.18      | 1.38      | 23        | 16省網收視0.212，份額1.583 |
| 43-45                    | 2017年7月31日 | 0.622       | 4.924       | 9           | 0.17      | 1.18      | 25        |                            |
| 46-48                    | 2017年8月1日  | 0.175       | 2.377       | 25          | 未上榜    | 未上榜    | 未上榜    |                            |
| 49-51                    | 2017年8月7日  | 0.491       | 3.247       | 11          | 0.13      | 1.04      | 27        |                            |
| 平均收視                 | 平均收視      | 0.636       | 4           |             |           |           |           |                            |

1. 同时段或交叉时段主要节目：
  - 湖南：《楚乔传》／《浪花一朵朵》
  - 北京、安徽：《龍珠傳奇》
2. 数据由广视索福瑞提供，调查范围为四岁以上之观众。
3. 以上收视排名包括央视在内。
4. 资料来源：卫视这些事儿、卫视走光了、数据狮、TV未知数